# Тарганові
Тарганові (Blattidae) — родина тарганів. Включає понад 650 видів, серед них такі синантропні космополіти як тарган чорний (Blatta orientalis), тарган американський (Periplaneta americana), тарган австралійський (Periplaneta australasiae), тарган туркестанський (Periplaneta lateralis) тощо.

## Опис
Таргани переважно від червоно-коричневого до чорного кольору, часто з контрастним темно-світлим малюнком на переднеспинці. Крила повністю розвинені або редуковані, зазвичай коротші у самиць, ніж у самців. Нижня сторона середніх і задніх стегон озброєна з обох країв рядами міцних шипів. Чоловічі шилоподібні відростки тонкі, прямі, зазвичай симетричні. Сьомий стерніт двогубий.

## Систематика
Підродина Archiblattinae
- Archiblatta Snellen van Vollenhoven, 1862
- Catara Walker, 1868
- Protagonista Latreille, 1810

Підродина Blattinae
- Afrostylopyga Anisyutkin, 2014
- Apterisca Princis, 1963
- Blatta Linnaeus, 1758
- Brinckella Princis, 1963
- Cartoblatta Shelford, 1910
- Celatoblatta Johns, 1966
- Deropeltis Burmeister, 1838
- Dorylaea Stål, 1877
- Duchailluia Rehn, 1933
- Eroblatta Shelford, 1910
- Eumethana Princis, 1951
- Hebardina Bei-Bienko, 1938
- Henicotyle Rehn & Hebard, 1927
- Homalosilpha Stål, 1874

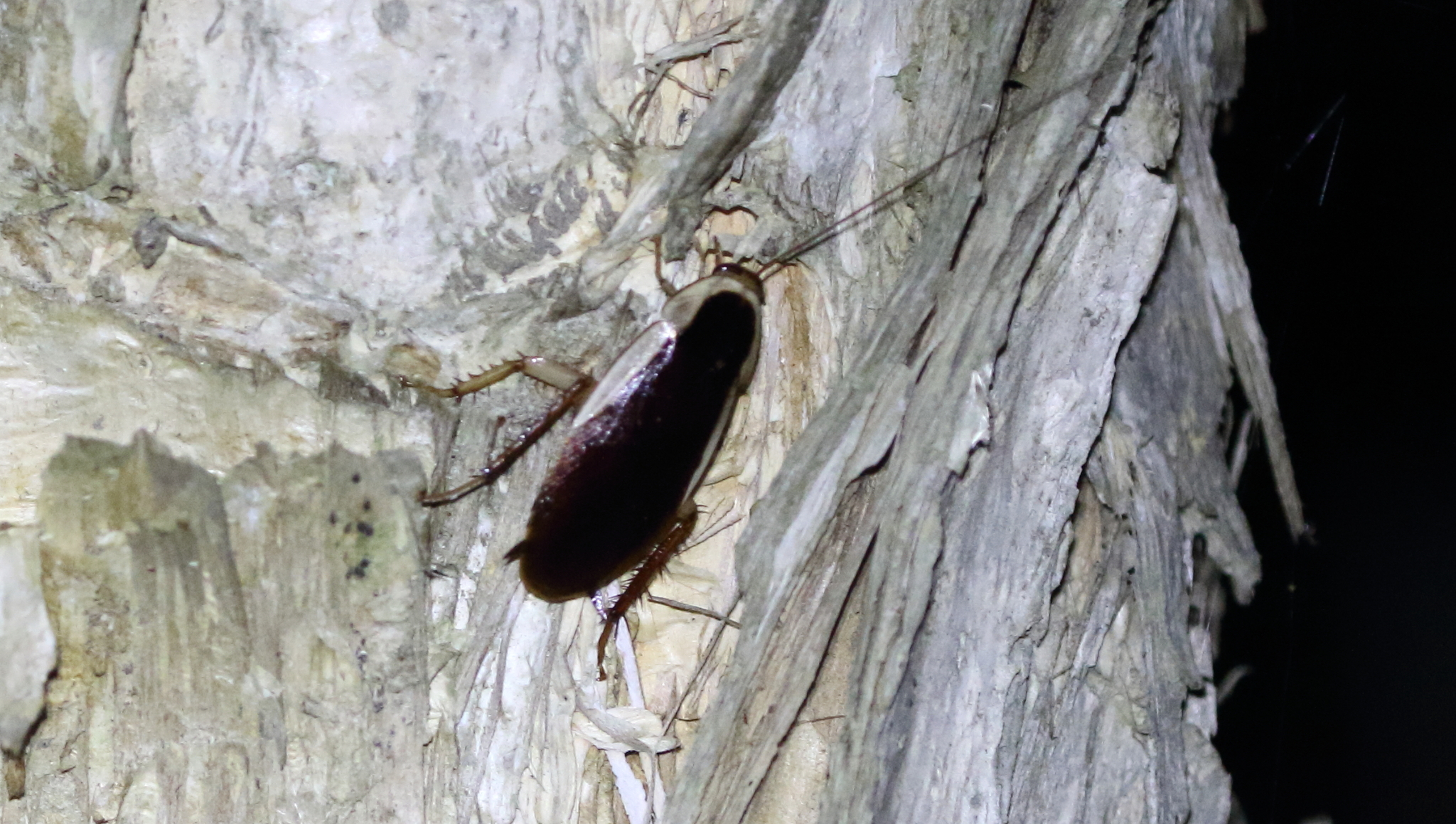
Methana parva

- Macrostylopyga Anisyutkin, Anichkin & Thinh, 2013
- Maoriblatta Princis, 1966
- Mimosilpha Bei-Bienko, 1957
- Miostylopyga Princis, 1966
- Neostylopyga Shelford, 1911
- Pelmatosilpha Dohrn, 1887
- Periplaneta Burmeister, 1838
- Pseudoderopeltis Krauss, 1890
- Scabinopsis Bei-Bienko, 1969
- Shelfordella Adelung, 1910
- Thyrsocera Burmeister, 1838
- †Bubosa Šmídová, 2020

Підродина Macrocercinae
- Macrocerca Hanitsch, 1930

Підродина Polyzosteriinae
- Anamesia Tepper, 1893
- Cosmozosteria Stål, 1874
- Desmozosteria Shelford, 1909
- Drymaplaneta Tepper, 1893
- Eppertia Shaw, 1925
- Eurycotis Stål, 1874
- Euzosteria Shelford, 1909
- Laevifaciesquadrialata Liao, Wang & Che, 2019[2]
- Leptozosteria Tepper, 1893
- Megazosteria Mackerras, 1966
- Melanozosteria Stål, 1874
- Methana Stål, 1877
- Platyzosteria Brunner von Wattenwyl, 1865
- Polyzosteria Burmeister, 1838
- Pseudolampra Tepper, 1893
- Scabina Shelford, 1909
- Temnelytra Tepper, 1893
- Zonioploca Stål, 1874